# مادلین ماری
مادلین ماری (انگلیسی: Madelyn Marie؛ زاده ۲۹ ژانویهٔ ۱۹۸۷) یک بازیگر پورنوگرافی سابق اهل ایالات متحده آمریکا است. او در سال ۲۰۱۳ پس از حدود پنج سال فعالیت در صنعت فیلم بزرگسال با بیش از ۲۲۰ فیلم، از این حرفه بازنشسته شد .